# Мінімундус
Мінімундус — архітектурний музей просто неба у Клягенфурті, Каринтія, Австрія, де експонуються видатні будови у вигляді макетів в масштабі 1:25 натуральної величини. В Мінімундусі також виставлені мініатюрні макети залізниць та видатних кораблів.

## Опис
З моменту відкриття парк відвідали понад 15 мільйонів чоловік. Зараз парк є головною пам'яткою в Клагенфурті.
З 2003 року в парку відкрився планетарій.
Управляє парком фонд "Rettet Kind" ("Врятуйте дітей") в який поступають всі доходи.

## Експонати
Ось невелика підбірка моделей:
- Статуя Свободи
- Ейфелева вежа
- Сіднейський оперний театр
- Лондонський Тауер
- Тадж-Махал

У планах побудувати модель найвищої будівлі світу - Бурдж Халіфа

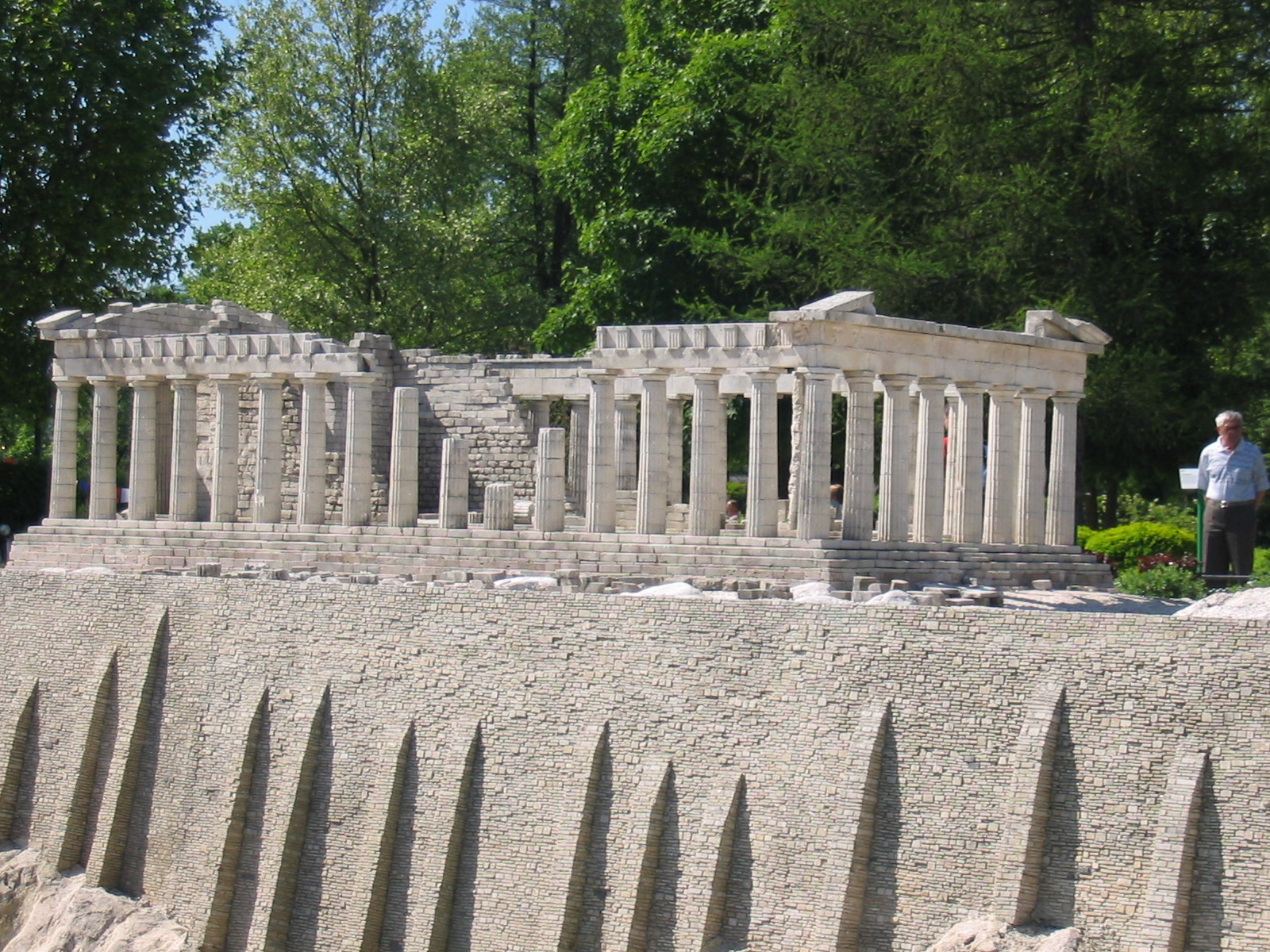
Парфенон
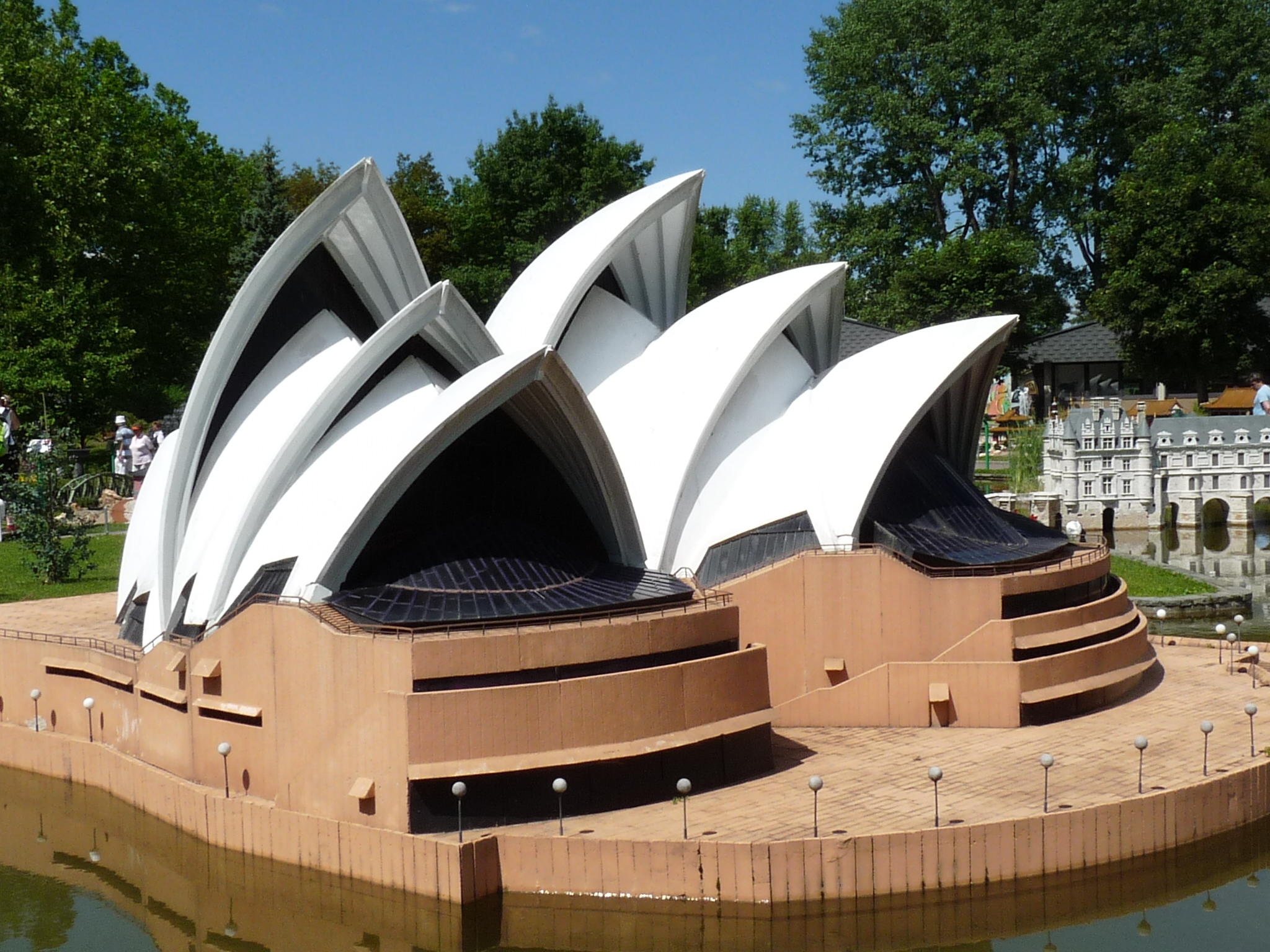
Сіднейська опера
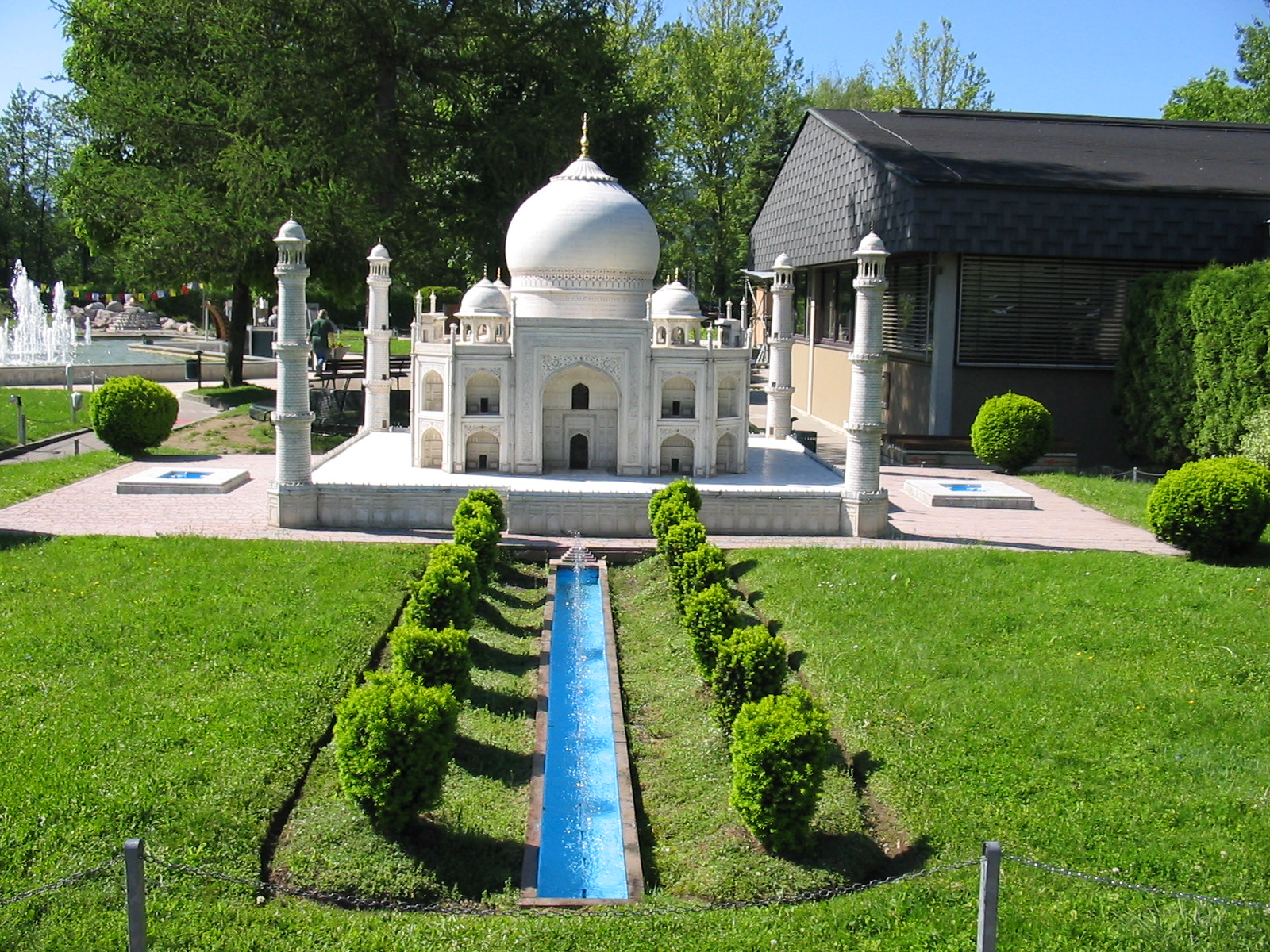
Тадж-Махал
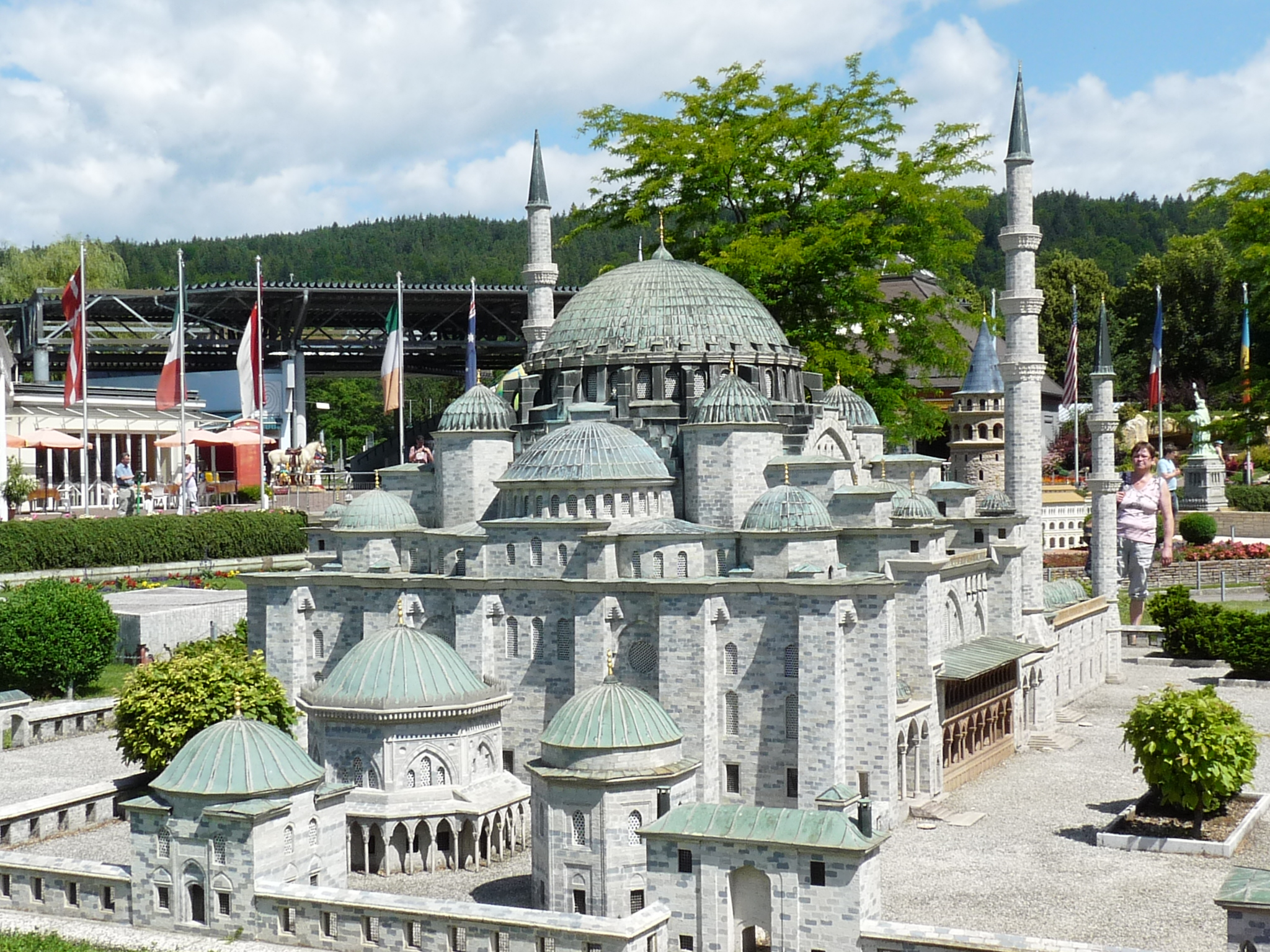
Софійський собор
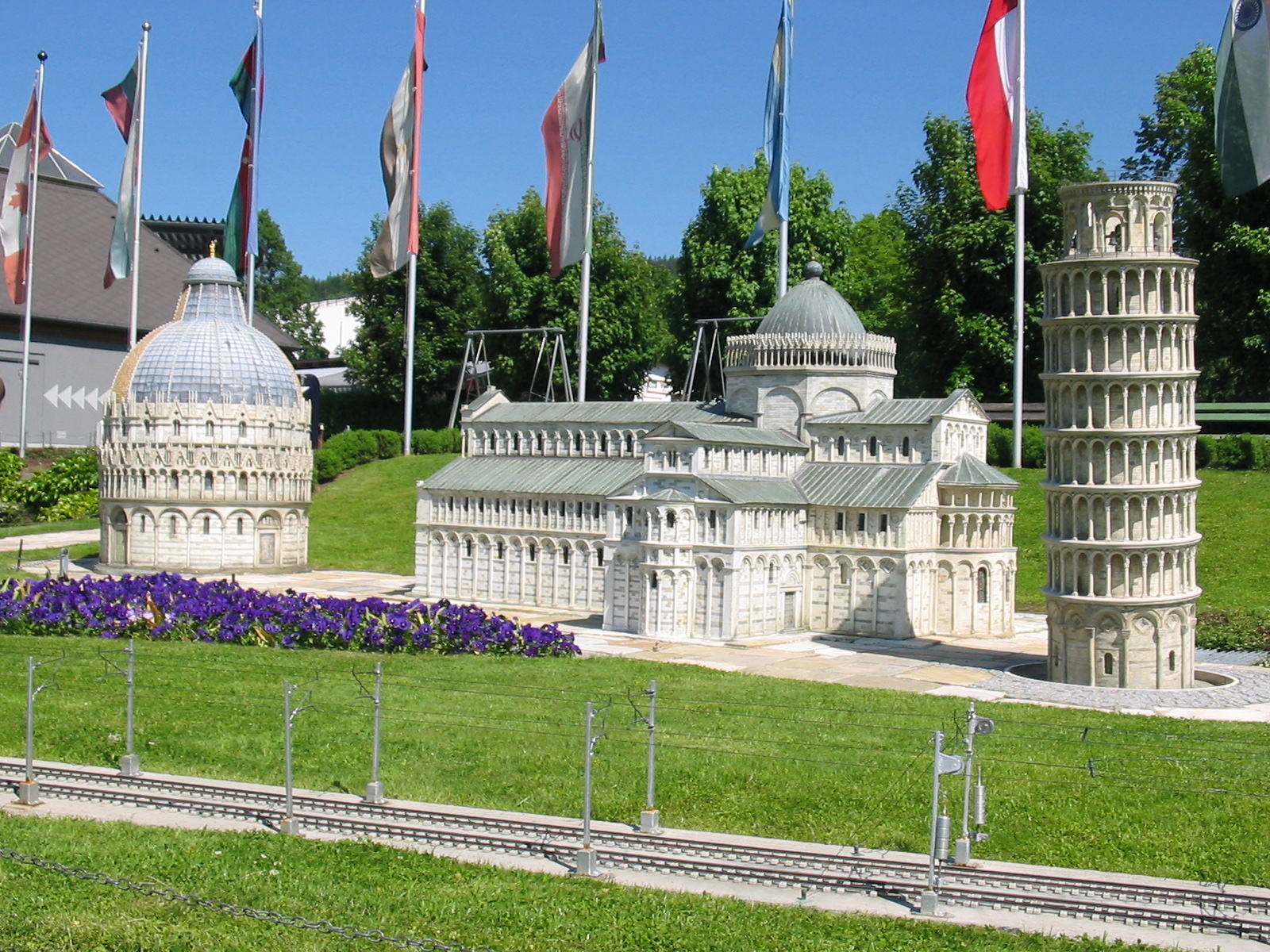
Пізанський собор та башня
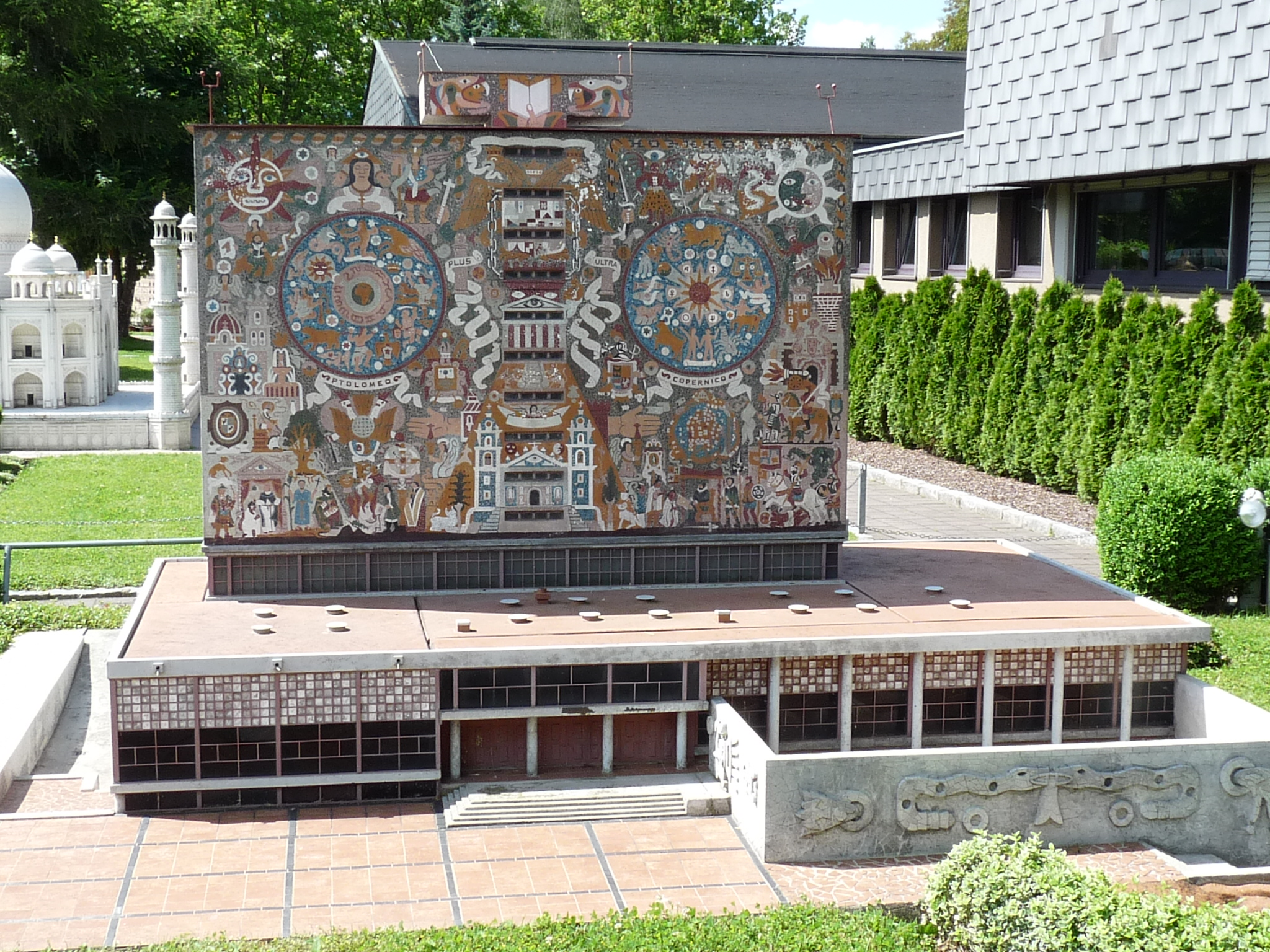
Університетська бібліотека в Мехіко

### Українські моделі

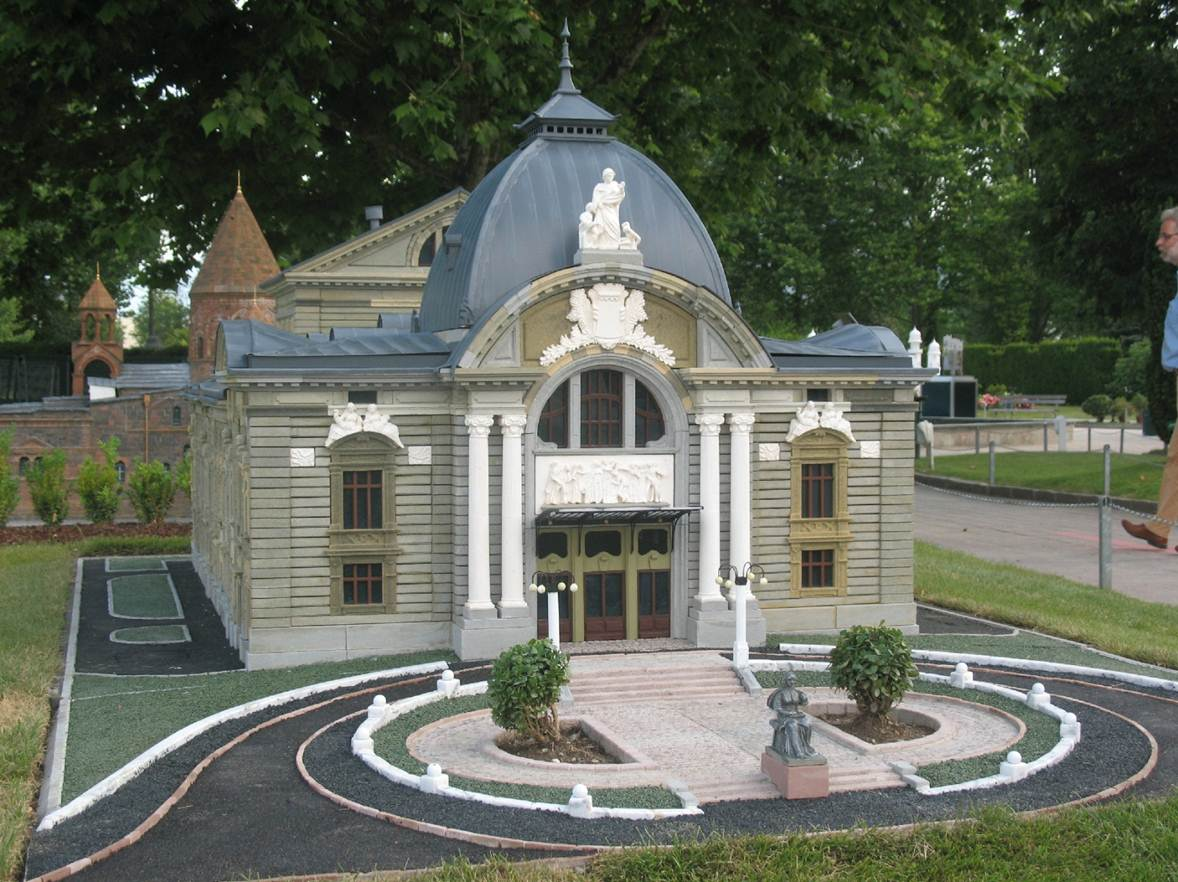
Модель Чернівецького театру

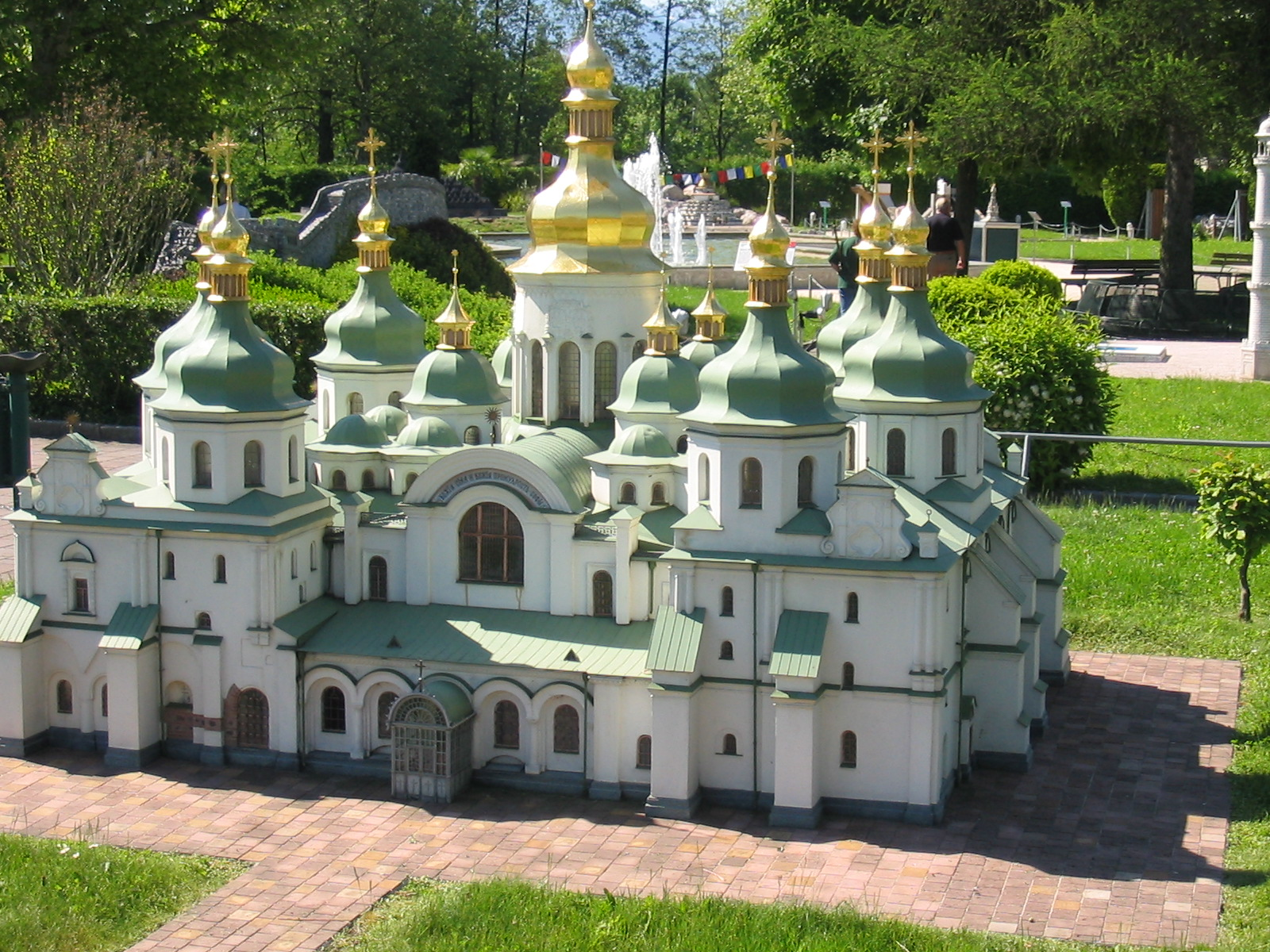
Свята Софія Київська в Мінімундусі

Україна представлена двома моделями:
- Святою Софією Київською
- 3 липня 2008 року в Мінімундусі, під час святкування 50-ліття створення парку, було відкрито модель Чернівецького театру імені Ольги Кобилянської[2]